# Jia Yifan
Jia Yifan (født 29. juni 1997) er en kinesisk badmintonspiller.
Hun repræsenterede Kina ved sommer-OL 2020 i Tokyo, hvor hun tog sølv i double.
Ved sommer-OL 2024 vandt Jia sammen med partneren Chen Qingchen guld i damedoublestævnet og besejrede landsmændene Liu Shengshu og Tan Ning 2-0 i finalen.